# 倭铿
倭铿（又译鲁道夫·克里斯托夫·奥伊肯，1846年1月5日—1926年9月15日），德国唯心主义哲学家，1908年诺贝尔文学奖获得者。
倭铿在汉诺威奥里希出生，曾在哥廷根大学和柏林大学就读。担任学校教师5年后，他在1871年获聘为瑞士巴塞尔大学哲学系教授，1874年转往德国耶拿大学任教，直至1920年退休。1913年至1914年间他亦曾在纽约大学任客座讲师。倭铿在1882年结婚，育有2子1女，包括著名经济学家瓦尔特·奥伊肯。1926年，倭铿在耶拿逝世，终年80岁。
倭鏗的哲學思想著重精神價值，認為使人成為人的，是精神人格，人憑精神獲得昇華。精神的本質在於從生命環境和衝動中獲得解放，獲得自由。作家努力的目標是為統一支離破碎的思想界提示堅實的基礎。主要著作有《亞里斯多德的研究方法》、《現代藝術概念》、《哲學術語史》、《精神生活的統一》、《宗教與生活》、《社會主義分析》。

## 著作
- （1890年）
- （1896年）
- （1901年）
- （1907年）
- （1908年）
- （1908年）
- （1911年）
- （1913年）
- （1920年）

## 作品的中譯
- 余家菊/譯，《人生之意義與價值》，上海市：中華書局，1929年。
- 余家菊/譯，《人生之意義與價值》，北京市：中國圖書館學會高校分會委託中獻拓方電子製印公司複印，2007年。
- 李永熾/譯，《人生的意義與價值》，台北市：遠景，1982年再版。
- 萬以/譯，《生活的意義與價值》，上海：上海譯文，1997年。
- 張源、賈安倫/譯，《新人生哲學要義》，北京：中國城市出版社，2002年。
- 諾貝爾文學獎全集編譯委員會/編譯，《奧伊肯(1908)/拉格勒芙(1909)》，台北市：九華出版：環華發行，1981年。